# Watutia
Watutia novaeguineae
Genre
Espèce
Watutia est un genre éteint de marsupiaux kangourous de Papouasie-Nouvelle-Guinée ayant vécu au Pliocène supérieur, soit il y a environ entre 3,600 et 2,58 millions d'années. 
Sa seule espèce connue est Watutia novaeguineae, décrite par Tim F. Flannery et ses collègues en 1989.